# Adolf Mörner
Adolf Mörner af Morlanda, född 1 januari 1705 i Åsbo församling, Östergötlands län, död 31 augusti 1766 i Rinkaby församling, Örebro län, var en svensk greve och ämbetsman.

## Biografi
Adolf Mörner föddes 1705 på Grönlund i Åsbo socken. Han var son till friherre Carl Gustaf Mörner och Katarina Margareta Bonde. Modern tycks ha dött i barnsäng 1705, och fadern gifte om sig med grevinnan Kristina Anna Bielke.
Mörner blev student vid Uppsala universitet 13 november 1717. Han fick anställning som auskultant i Göta hovrätt 1721 och i Svea hovrätt 1727, blev extra ordinarie kammarjunkare i Kammarkollegium 1728, krigskommissarie i Krigskollegium 1732 och krigsråd 1737. Han var landshövding i Stockholms län 1750–1751, i Älvsborgs län 1751–1756, i Närkes och Värmlands län 1756–1766 och i Kopparbergs län 1766. Det sistnämnda ämbetet kom han dock aldrig att tillträda, då han dog av ett slaganfall i augusti samma år.

### Egendom
Han var greve till Esplunda i Rinkaby socken.

### Familj
Mörner gifte sig 26 september 1734 med sin sysslings dotter friherrinnan Agneta Christina Ribbing af Zernava (1715–1776), dotter till generallöjtnanten friherre Gabriel Ribbing af Zernava och Ulrika Eleonora Oxenstierna af Korsholm och Wasa. De fick tillsammans barnen statsfru Christina Eleonora Mörner (1735–1786) som var gift med överhovstallmästaren friherre Carl Oxenstierna af Eka och Lindö, hovmarskalken Carl Gabriel Mörner (1737–1828), Ulrika Catharina Mörner (1738–1799) som var gift med översten friherre Nils Djurklou, Beata Vilhelmina Mörner (1739–1742) och Hedvig Charlotta Mörner (1741–1743).

## Utmärkelser
- Riddare av Nordstjärneorden, 26 september 1748.
- Kommendör av Nordstjärneorden, 4 december 1751 (vid Adolf Fredriks kröning)